# Sayreville (New Jersey)
Sayreville – miejscowość nad rzeką Raritan, w pobliżu zatoki Raritan,  w hrabstwie Middlesex w stanie New Jersey w USA. Osada powstała w 1775, zarejestrowana, jako miejscowość w roku 1920. Do roku 1870 Sayreville było portem rzecznym. W Sayreville rozwija się przemysł chemiczny  i przetwórstwa żywności.
- Liczba ludności (2000) – ok. 40,4 tys.
- Powierzchnia – 48,6 km², z czego 41,2 km²   to powierzchnia lądowa, a 7,4 km²  wodna
- Położenie - 40°27'57" N  i 74°19'27" W